# ساچیو یاماموتو
ساچیو یاماموتو (انگلیسی: Sachiyo Yamamoto; ۴ اوت ۱۹۵۰ – ۱۴ مارس ۲۰۱۳) بازیکن بسکتبال اهل ژاپن بود.